# Delovoj centr (linea Bol'šaja kol'cevaja)
Delovoj Centr (in russo Деловой центр?) è una stazione della metropolitana di Mosca situata sulla linea Bol'šaja kol'cevaja. È stata inaugurata il 26 febbraio 2018.